# Feyenoord in het seizoen 1994/95
Hier staan alle statistieken van Feyenoord tijdens het seizoen 1994/95.

## Wedstrijden

### Nederlandse Supercup
| Zondag 21 augustus 1994                                                 | Ajax *                               | 3-0 (3-0) | Feyenoord | Opstelling Ajax * | Opstelling Feyenoord                                                                                             |  |
| Stadion: Olympisch Stadion, Amsterdam Toeschouwers: 23.500 Blankenstein | Litmanen 13' Oulida 21' Kluivert 25' |           |           | Van der Sar, Reiziger , Blind , Rijkaard 67' ( Van Vossen), Silooy, R. de Boer, Oulida 36' ( Seedorf), Litmanen, George, Kluivert, Overmars | De Goey, Van Gobbel, Trustfull, Fraser, Refos , Bosz , Witschge, Gorré, Taument 72' ( Kiprich), Larsson, Blinker |  |
| Stadion: Olympisch Stadion, Amsterdam Toeschouwers: 23.500 Blankenstein |                                      |           |           | Van der Sar, Reiziger , Blind , Rijkaard 67' ( Van Vossen), Silooy, R. de Boer, Oulida 36' ( Seedorf), Litmanen, George, Kluivert, Overmars | De Goey, Van Gobbel, Trustfull, Fraser, Refos , Bosz , Witschge, Gorré, Taument 72' ( Kiprich), Larsson, Blinker |  |
| Stadion: Olympisch Stadion, Amsterdam Toeschouwers: 23.500 Blankenstein |                                      |           |           | Van der Sar, Reiziger , Blind , Rijkaard 67' ( Van Vossen), Silooy, R. de Boer, Oulida 36' ( Seedorf), Litmanen, George, Kluivert, Overmars | De Goey, Van Gobbel, Trustfull, Fraser, Refos , Bosz , Witschge, Gorré, Taument 72' ( Kiprich), Larsson, Blinker |  |
| Bijz.: * Winnaar                                                        |                                      |           |           | | |  |

### PTT-Telecompetitie
| Datum      | Thuis            | Uitslag | Uit              | Doelpuntenmakers Feyenoord                                                                                | Bijzonderheden                                                            |
| ---------- | ---------------- | ------- | ---------------- | --- | ------------------------------------------------------------------------- |
| 28-08-1994 | Dordrecht '90    | 1 - 1   | Feyenoord        | 0-1 20' Gorré                                                                                             | ?', 60' De Wolf 64' Van Gobbel                                            |
| 31-08-1994 | Sparta Rotterdam | 0 - 1   | Feyenoord        | 0-1 65' Witschge                                                                                          |                                                                           |
| 11-09-1994 | Go Ahead Eagles  | 2 - 2   | Feyenoord        | 0-1 62' Witschge 0-2 78' Kiprich                                                                          |                                                                           |
| 21-09-1994 | sc Heerenveen    | 0 - 4   | Feyenoord        | 0-1 1' (e.d.) M. de Jong 0-2 22' Scholten 0-3 26' Larsson 0-4 76' Van Loen                                |                                                                           |
| 25-09-1994 | Feyenoord        | 0 - 2   | Willem II        | | Eerste wedstrijd in de Kuip na de renovatie.                              |
| 02-10-1994 | FC Groningen *   | 1 - 1   | Feyenoord        | 0-1 21' Van Loen                                                                                          | * Speelde de wedstrijd uit met 10 spelers, (± 27 min.)                    |
| 16-10-1994 | Feyenoord        | 3 - 0   | FC Utrecht       | 1-0 18' Blinker 2-0 72' Trustfull 3-0 89' Maas                                                            |                                                                           |
| 26-10-1994 | MVV *            | 1 - 4   | Feyenoord        | 0-1 57' (pen.) Heus 0-2 60' Larsson 0-3 68' Taument 1-4 86' Kiprich                                       | * Speelde de wedstrijd uit met 10 spelers, (± 34 min.)                    |
| 30-10-1994 | Feyenoord        | 5 - 2   | FC Volendam      | 1-0 26' Trustfull 2-0 42' Scholten 3-0 43' Van Loen 4-0 47' Taument 5-2 69' Blinker                       |                                                                           |
| 06-11-1994 | Feyenoord        | 1 - 0   | NAC              | 1-0 43' Scholten                                                                                          |                                                                           |
| 10-11-1994 | Feyenoord        | 3 - 2   | N.E.C.           | 1-0 7' Witschge 2-0 19' Blinker 3-1 41' Taument                                                           |                                                                           |
| 20-11-1994 | FC Twente        | 5 - 1   | Feyenoord        | 0-1 25' (e.d.) Van Halst                                                                                  |                                                                           |
| 27-11-1994 | PSV *            | 4 - 1   | Feyenoord        | 2-1 37' Larsson                                                                                           | * Speelde de wedstrijd uit met 10 spelers, (± 69 min.)                    |
| 04-12-1994 | Feyenoord        | 0 - 3   | Vitesse          | |                                                                           |
| 18-12-1994 | Feyenoord        | 1 - 0   | RKC *            | 1-0 49' Larsson                                                                                           | 66' Gláucio ( 46') * Speelde de wedstrijd uit met 10 spelers, (± 24 min.) |
| 15-01-1995 | Feyenoord        | 5 - 4   | Dordrecht '90    | 1-1 21' Blinker 2-1 26' Bosz 3-1 33' Kiprich 4-1 37' Larsson 5-2 59' (pen.) Kiprich                       |                                                                           |
| 22-01-1995 | Feyenoord        | 4 - 0   | Sparta Rotterdam | 1-0 55' Kiprich 2-0 58' Scholten 3-0 72' Kiprich 4-0 87' Blinker                                          |                                                                           |
| 12-02-1995 | Ajax             | 4 - 1   | Feyenoord        | 0-1 27' Larsson                                                                                           |                                                                           |
| 15-02-1995 | Feyenoord        | 2 - 1   | sc Heerenveen    | 1-0 15' Van Bronckhorst 2-0 33' Larsson                                                                   |                                                                           |
| 19-02-1995 | Willem II        | 1 - 2   | Feyenoord        | 0-1 20' Blinker 1-2 89' Van Loen                                                                          |                                                                           |
| 25-02-1995 | Feyenoord        | 0 - 0   | Go Ahead Eagles  | |                                                                           |
| 05-03-1995 | Feyenoord        | 4 - 2   | FC Groningen *   | 1-0 1' Blinker 2-0 32' Kiprich 3-0 37' Gláucio 4-0 40' Blinker                                            | * Speelde de wedstrijd uit met 10 spelers, (± 38 min.)                    |
| 12-03-1995 | FC Utrecht       | 0 - 0   | Feyenoord        | |                                                                           |
| 19-03-1995 | Feyenoord        | 6 - 1   | MVV              | 1-0 8' Witschge 2-0 13' Larsson 3-0 15' Trustfull 4-1 49' (pen.) Kiprich 5-1 73' Scholten 6-1 90' Gláucio |                                                                           |
| 26-03-1995 | Feyenoord        | 1 - 2   | Roda JC          | 1-2 55' Gláucio                                                                                           |                                                                           |
| 02-04-1995 | FC Volendam      | 0 - 3   | Feyenoord        | 0-1 23' Obiku 0-2 40' Scholten 0-3 83' Kiprich                                                            |                                                                           |
| 09-04-1995 | NAC              | 1 - 2   | Feyenoord        | 1-1 83' Obiku 1-2 87' Blinker                                                                             |                                                                           |
| 12-04-1995 | N.E.C.           | 0 - 1   | Feyenoord        | 0-1 6' Obiku                                                                                              |                                                                           |
| 17-04-1995 | Feyenoord        | 0 - 3   | FC Twente        | | ?', 69' Van Gobbel                                                        |
| 30-04-1995 | RKC Waalwijk     | 2 - 1   | Feyenoord        | 0-1 6' Taument                                                                                            |                                                                           |
| 07-05-1995 | Feyenoord        | 3 - 2   | PSV *            | 1-0 20' Obiku 2-2 50' (pen.) Kiprich 3-2 70' Kiprich                                                      | * Speelde de wedstrijd uit met 10 spelers (± 41 min.)                     |
| 14-05-1995 | Vitesse          | 0 - 3   | Feyenoord        | 0-1 16' Trustfull 1-2 23' Obiku 0-3 67' Obiku                                                             |                                                                           |
| 18-05-1995 | Feyenoord        | 0 - 5   | Ajax             | |                                                                           |
| 28-05-1995 | Roda JC          | 5 - 0   | Feyenoord        | |                                                                           |

### Amstel cup

#### Tweede ronde
De vier hoogst geklasseerde clubs uit de Eredivisie stromen tijdens de tweede ronde van het toernooi in en konden niet tegen elkaar worden geloot.
| Datum      | Thuis          | Uitslag | Uit       | Doelpuntenmakers Feyenoord       | Bijzonderheden                                                        |
| ---------- | -------------- | ------- | --------- | -------------------------------- | --------------------------------------------------------------------- |
| 05-10-1994 | FC Groningen * | 1 - 2   | Feyenoord | 1-1 65' Larsson 1-2 68' Van Loen | ?', 46' Fraser * Speelde de wedstrijd uit met 10 spelers, (± 10 min.) |

#### Achtste finale
| Datum      | Thuis     | Uitslag | Uit         | Doelpuntenmakers Feyenoord | Bijzonderheden |
| ---------- | --------- | ------- | ----------- | -------------------------- | --- |
| 30-11-1994 | Willem II | 1 - 1   | Feyenoord * | 0-1 34' Trustfull          | ?', 98' Blinker * Winst na strafschoppen score 7 - 8. Strafschopnemers Volgorde kan anders zijn. Taument Van Loen Witschge Larsson De Wolf Bosz Refos Trustfull Maas |

#### Kwartfinale
| Datum      | Thuis | Uitslag | Uit         | Doelpuntenmakers Feyenoord        | Bijzonderheden          |
| ---------- | ----- | ------- | ----------- | --------------------------------- | ----------------------- |
| 08-03-1995 | Ajax  | 1 - 2   | Feyenoord * | 1-1 80' (pen.) Heus 1-2 95' Obiku | * Winst na sudden death |

#### Halve finale
| Datum      | Thuis         | Uitslag | Uit       | Doelpuntenmakers Feyenoord | Bijzonderheden |
| ---------- | ------------- | ------- | --------- | -------------------------- | -------------- |
| 22-03-1995 | sc Heerenveen | 0 - 1   | Feyenoord | 0-1 87' Blinker            |                |

#### Finale
| 'Donderdag 25 mei 1995 18:00 uur, KNVB beker Finale'       | Feyenoord *          | 2-1 (1-0) | FC Volendam    | Opstelling Feyenoord * | Opstelling FC Volendam |  |
| Stadion: De Kuip, Rotterdam Toeschouwers: 48.146 Uilenberg | Taument 7' Obiku 82' |           | 47' A. Wasiman | De Goey, Van Gobbel, Fraser , Schuiteman, Heus, Trustfull, Bosz, Witschge , Taument 90' ( Kiprich), Larsson 71' ( Obiku), Blinker | Zoetebier 69' ( E. van Holten), Ooijer, R. Binken, R. Molenaar, Hermans 84' ( Kromheer), Steur , A. Wasiman , Wilson, Stefanović, Vukov, J. Smeets |  |
| Stadion: De Kuip, Rotterdam Toeschouwers: 48.146 Uilenberg |                      |           |                | De Goey, Van Gobbel, Fraser , Schuiteman, Heus, Trustfull, Bosz, Witschge , Taument 90' ( Kiprich), Larsson 71' ( Obiku), Blinker | Zoetebier 69' ( E. van Holten), Ooijer, R. Binken, R. Molenaar, Hermans 84' ( Kromheer), Steur , A. Wasiman , Wilson, Stefanović, Vukov, J. Smeets |  |
| Stadion: De Kuip, Rotterdam Toeschouwers: 48.146 Uilenberg |                      |           |                | De Goey, Van Gobbel, Fraser , Schuiteman, Heus, Trustfull, Bosz, Witschge , Taument 90' ( Kiprich), Larsson 71' ( Obiku), Blinker | Zoetebier 69' ( E. van Holten), Ooijer, R. Binken, R. Molenaar, Hermans 84' ( Kromheer), Steur , A. Wasiman , Wilson, Stefanović, Vukov, J. Smeets |  |
|                                                            |                      |           |                | | |  |

| * Winnaar KNVB beker 1994/95 |
| ---------------------------- |
| Tiende titel                 |

### Europees

#### Europacup II

##### Eerste ronde
| Datum      | Thuis            | Uitslag | Uit                | Doelpuntenmakers Feyenoord          | Bijzonderheden                                        |
| ---------- | ---------------- | ------- | ------------------ | ----------------------------------- | ----------------------------------------------------- |
| 15-09-1994 | Žalgiris Vilnius | 1 - 1   | Feyenoord          | 0-1 9' Larsson                      |                                                       |
| 29-09-1994 | Feyenoord        | 2 - 1   | Žalgiris Vilnius * | 1-0 54' Larsson 2-0 65' (pen.) Heus | * Speelde de wedstrijd uit met 10 spelers (± 24 min.) |

##### Tweede ronde
| Datum      | Thuis         | Uitslag | Uit           | Doelpuntenmakers Feyenoord                                                 | Bijzonderheden   |
| ---------- | ------------- | ------- | ------------- | -------------------------------------------------------------------------- | ---------------- |
| 20-10-1994 | Feyenoord     | 1 - 0   | Werder Bremen | 1-0 57' Larsson                                                            |                  |
| 03-11-1994 | Werder Bremen | 3 - 4   | Feyenoord     | 1-1 21' Larsson 1-2 34' Larsson 1-3 55' (pen.) Heus 2-4 67' (pen.) Larsson | ?', 71' Scholten |

##### Kwartfinale
| Datum      | Thuis         | Uitslag | Uit           | Doelpuntenmakers Feyenoord | Bijzonderheden       |
| ---------- | ------------- | ------- | ------------- | -------------------------- | -------------------- |
| 02-03-1995 | Feyenoord     | 1 - 0   | Real Zaragoza | 1-0 61' Larsson            | 86' Witschge         |
| 16-03-1995 | Real Zaragoza | 2 - 0   | Feyenoord     |                            | 85' Bosz 89' Kiprich |

## Selectie
De selectie staat op alfabetische volgorde.
| Positie | Speler                      |
| ------- | --------------------------- |
| A/M     | Regi Blinker                |
| M       | Peter Bosz                  |
| V/M     | Giovanni van Bronckhorst    |
| A       | Ellery Cairo                |
| DM      | Rob van Dijk                |
| V       | Barry Dubbeldeman           |
| V       | / Harvey Esajas             |
| V       | Henk Fraser                 |
| A/M     | Gláucio                     |
| V       | / Ulrich van Gobbel         |
| DM      | Ed de Goey                  |
| M       | / Dean Gorré (tot feb 1995) |
| V       | Ruud Heus                   |
| A       | József Kiprich              |

| Positie | Speler                       |
| ------- | ---------------------------- |
| M       | Denis Kljoejev               |
| A       | Henrik Larsson               |
| A       | John van Loen (tot mrt 1995) |
| M       | Rob Maas                     |
| A       | Mike Obiku                   |
| V       | Errol Refos                  |
| M       | Arnold Scholten              |
| V       | Bernard Schuiteman           |
| V       | Michiel Sol                  |
| M       | Orlando Trustfull            |
| A       | Gaston Taument               |
| M       | Wessel Weezenberg            |
| M       | Rob Witschge                 |
| V       | John de Wolf (tot dec 1994)  |

## Topscorers
Legenda
- Doelpunt
- Waarvan Strafschoppen

Er wordt steeds de top 3 weergegeven van elke competitie.

### PTT-Telecompetitie
| Plek | Speler         |    | Gescoord met penalty |
| ---- | -------------- | -- | -------------------- |
| 1.   | József Kiprich | 11 | 3                    |
| 2.   | Regi Blinker   | 9  | 0                    |
| 3.   | Henrik Larsson | 8  | 0                    |

### Amstel Cup
| Plek | Speler            |   | Gescoord met penalty |
| ---- | ----------------- | - | -------------------- |
| 1.   | Mike Obiku        | 2 | 0                    |
| 2.   | Regi Blinker      | 1 | 0                    |
| 2.   | Ruud Heus         | 1 | 1                    |
| 2.   | Henrik Larsson    | 1 | 0                    |
| 2.   | John van Loen     | 1 | 0                    |
| 2.   | Gaston Taument    | 1 | 0                    |
| 2.   | Orlando Trustfull | 1 | 0                    |

### Europees

#### Europacup II
| Plek | Speler         |   | Gescoord met penalty |
| ---- | -------------- | - | -------------------- |
| 1.   | Henrik Larsson | 7 | 1                    |
| 2.   | Ruud Heus      | 2 | 2                    |

### Overall
| Plek | Speler         |    | Gescoord met penalty |
| ---- | -------------- | -- | -------------------- |
| 1.   | Henrik Larsson | 16 | 1                    |
| 2.   | József Kiprich | 11 | 3                    |
| 3.   | Regi Blinker   | 10 | 0                    |

Mannen
1954/55 · 1955/56 · 1956–1988 · 1988/89 · 1989/90 · 1990/91 · 1991/92 · 1992/93 · 1993/94 · 1994/95 · 1995/96 · 1996/97 · 1997/98 · 1998/99 · 1999/00 · 2000/01 · 2001/02 · 2002/03 · 2003/04 · 2004/05 · 2005/06 · 2006/07 · 2007/08 · 2008/09 · 2009/10 · 2010/11 · 2011/12 · 2012/13 · 2013/14 · 2014/15 · 2015/16 · 2016/17 · 2017/18 · 2018/19 · 2019/20 · 2020/21 · 2021/22 · 2022/23 · 2023/24 · 2024/25

Vrouwen
2021/22 · 2022/23 · 2023/24 · 2024/25
Ajax ·
Dordrecht '90 ·
Feyenoord ·
Go Ahead Eagles ·
FC Groningen ·
sc Heerenveen ·
MVV ·
NAC ·
N.E.C. ·
PSV ·
RKC ·
Roda JC ·
Sparta Rotterdam ·
FC Twente ·
FC Utrecht ·
Vitesse ·
FC Volendam ·
Willem II